# سولومون أودو
سولومون أودو (بالإنجليزية: Solomon Udo)‏ هو لاعب كرة قدم نيجيري في مركز الوسط، ولد في 15 يوليو 1995 في ايكوت إكبين ‏ في نيجيريا. لعب مع أرارات يريفان.

## وصلات خارجية
- سولومون أودو على موقع الاتحاد الدولي (مؤرشف)  (الإنجليزية)
- سولومون أودو على موقع الاتحاد الأوربي (الإنجليزية)
- سولومون أودو على موقع قاعدة بيانات كرة القدم.إي يو (الإنجليزية)
- سولومون أودو على موقع ناشيونال فوتبول تيمز (الإنجليزية)
- سولومون أودو على موقع Soccerbase.com (لاعب) (الإنجليزية)
- سولومون أودو على موقع Soccerway.com (الإنجليزية)
- سولومون أودو على موقع عالم كرة القدم.نت (الإنجليزية)